# Pad Carigrada 1453.
Pad Carigrada 1453. bila je prijelomna bitka u kojoj su Turci Osmanlije osvojili Carigrad, prijestolnicu Bizantskog Carstva. Ovaj događaj obično se uzima kao konačan pad tisućljetnog Bizantskog carstva, iako su se neke njegove zemlje (despotovina Moreja i Trapezuntsko Carstvo) održale još nekoliko godina. Osmanska opsada trajala je od početka travnja, do 29. svibnja 1453. godine, a pad Carigrada imao je velike posljedice jer su se time Turci snažno učvrstili na Balkanu i više ih ništa nije moglo spriječiti u njihovu nadiranju u Europu koje će se preokrenuti tek nakon Opsade Beča 1683. godine. Kao posljedica pada Carigrada pod Osmanlije, zapadnu Europu su preplavili učeni ljudi iz Bizanta koji su sa sobom donijeli znanja iz antike i s Istoka, što će pridonijeti pojavi renesanse.
Zbog svega ovoga se pad Carigrada često smatra događajem koji je označio kraj srednjeg vijeka. U završnim borbama tijekom opsade život je izgubio i posljednji bizantski car, Konstantin XI. Paleolog.

## Prilike u Bizantu i na Balkanu
Bizantsko carstvo je u XV. stoljeću provodilo tužne dane, osobito od onog trenutka kada se na tursko prijestolje popeo sultan Murat II. On je odmah nakon dvije godine svoga vladanja (1422.) došao s vojskom pod Carigrad kojim je tada vladao stari car Manuel iz dinastije Paleologa. Sljedeće je godine Emanuelov sin i nasljednik Ivan VIII. sklopio mir sa sultanom koji je potpisan 22. veljače 1424. Tim mirom Bizant je još više stegnut, morao je plaćati sultanu godišnji danak od 30 000 dukata i ustupiti mu veći dio svojih posjeda u Makedoniji i na Crnome moru. Bizantsko carstvo je od tada obuhvaćalo Carigrad i njegovu okolicu, dalje poluotok od Bospora do Selimvrije i Derkona, gradove Mesembriju i Anchialos [Anhijal] na Crnom moru, zatim posjede oko Athosa i grada Soluna, neke otoke u Egejskom moru i na kraju despotstvo Misithri [Mistra] na poluotoku Moreji. To je bilo sve što su od godine 1424. držali posljednji Paleolozi: Car Ivan VIII. s braćom Konstantinom, Tomom, Dimitrijem i Andronikom.
Sultan Murat II. nije nakon 1424. dirao Bizant jer je morao ratovati u Aziji s karamanskim knezovima, a u Europi s Mlecima, Srbima, Mađarima i Albancima. Posebno su mu štetu nanosili mađarski vojvoda Ivan Hunjadi i albanski knez Skenderbeg. Tako je Ivan VIII. dobio vremena da se osigura za buduće navale. Njegov se otac naslanjao na zapadnu Europu, a Ivan je prihvatio mišljenje za ujedinjenje istočne i zapadne crkve radi lakše obrane carstva sa zapadnim saveznicima. Sam Ivan VIII. došao je na crkveni sabor u Ferraru koji je sazvao papa Eugen IV. zbog rasprave o crkvenoj uniji. Dana 8. ožujka došao je u Ferraru i sam grčki parijarh Josip. No, rasprava se otegla pa je tek 1439., u Firenzi gdje je koncil prenesen, došlo do nekog sporazuma. Isprava o uniji napisana na grčkom i latinskom jeziku potpisana je 5. srpnja i sutradan je u stolnoj crkvi u Firenzi svečano proglašena. No, crkvena je unija ostala samo mrtvo slovo na papiru, jer joj se protivila velika većina grčkog naroda i svećenstva; ali Ivan VIII. barem je postigao da se odsad zapadna Europa, na čelu s papom, više zanimala za sudbinu Bizanta.

## Prilike i uzrok opsade
Nakon nesretnog kršćanskog poraza kod Varne (1444.), a još više nesreće Hunjadijeve na Kosovu (1448.) mogao je sultan Murat II. lako ponovo udariti na Carigrad. Ali sultan u jednu ruku bio je željan mira, a u drugu ruku nije želio pogaziti riječ. Čak i kad je nekoliko dana prije bitke na Kosovu umro Ivan VIII., te su planule borbe između njegove braće on je podržao najstarijeg brata Konstantina koji je dotad bio despot u Misithri. Nakon što se tamo okrunio 12. ožujka 1449. stiže na katalonskim brodovima u Carigrad gdje je počeo vladati kao Konstantin XI. Grci su ga zvali Dragaš (Dragases), jer je po svojoj majci bio srpskog porijekla.
U veljači 1451. zamjeni starca Murata II. sin njegov Muhamed (Mehmed) II., mladić od 22 godine. Kad su kršćanske vlasti čule za smrt Muratovu obradovale su se, jer su se nadali boljim vremenima. I činilo se da dobro slute. Kako se Mehmed II. u prvi trenutak činio miroljubiv i skroman, nagađalo se da je slabo nadaren ili malo opasan. No, grdno su se prevarili jer je on samo sanjao da svoju vlast utvrdi i da krene stazom pobjeda i osvajanja. Ali kako su planule opet smutnje u Aziji želio je sultan imati barem mira u Europi. Osobito mu je bilo stalo do prijateljstva s Konstantinom jer je u Carigradu živio posljednji potomak kneževske obitelji koja je vladala Karamanijom i susjednim pokrajinama u Maloj Aziji. Zvao se Urkan i na kraju se pokazao presudnim za propast carstva. Sultan je obećao nagradu Konstantinu ako ga silom pridrži u Carigradu. Nakon ugovora krenuo je sultan s vojskom u Aziju da porazi protivnika. Dosjetio se Konstantin XI. zašto ne bi iskoristio nevolju sultana te baš kad je sultan vodio najopasniju borbu s karamanskim knezom, kad su u ljeto 1451. stigli u turski šator u Aškeru stigli poslanici carevi koji su zahtijevali od sultana da udvostruči nagradu ili će pustiti Urkana. Bizantski car je mislio da će tom porukom zastrašiti sultana, ali je samo sebi i svome carstvu iskopao grob. Sam sultanov vezir Halipaša, prijatelj Grka zaprepastio se kad je čuo poruku poslanika jer je slutio veliko zlo. I nije se prevario. Međutim sultan je sakrio svoj gnjev te je obećao poslanicima da će raspravljati o tome kad se vrati u Europu. Brzo je sklopio mira s protivnicima u Aziji te se vratio u Europu u prijestolnicu Drinopolje.
Bizantinci su shvatili da su drsko izazvali Sultana i da se radi protiv njih. Sastanka u Drinopolju nije bilo; čak je sultan uskratio caru i dosadašnju nagradu za Urkana. 1451. sultan je podignuo na najužem mjestu Bospora jaku tvrđavu (danas Rumili-Hisar) sa 60 tvrđava te u nju stavi 400 ljudi. Sultan je također pozvao mađarskog graditelja topova Orbana da mu izlije goleme topove. Sam sultan došao je s 50.000 ljudi pod Carigrad te ondje bio od 28. kolovoza do 1. rujna 1542. pregledavajući utvrde grada s kopnene strane. Poslao je veliku vojsku s Turahanbegom da opustoši Moreju i tako spriječi carevu braću da pomognu Carigradu.
Konstantin XI. pokušao je poslanstvima odvratiti opasnost, ali kad je sultan članove njegova drugog poslanstva u lipnju 1452. dao pogubiti počeo se Konstantin pripremati na otpor. U proljeće i ljeto 1452. dao je unijeti više žita u grad, a zimi od 1452. do 1453. popravljao je gradske utvrde. Također je tražio novac i vojske, osobito u zapadnoj Europi, ali bez uspjeha. Ivan Hunjadi mu nije mogao pomoći, a aragonsko-napoljski kralj Alfonso V. jedva mu se odazvao pozivu s nekoliko brodova. Čak ni Mleci i Genova mu nisu dali neki odgovor, iako je njihovoj trgovini na istoku prijetila propast. Car se obratio i rimskom papi Nikoli V., a taj mu je nudio uniju, koja je dosad ostala neuspješna. Konstantin je zbog opasnosti ipak pristao na uniju pa je u studenom 1452. došao papinski legat kardinal Izidor, s 200 momaka pomoćnih četa u Carigrad. 12. prosinca u crkvi sv. Sofije proglašena je crkvena unija. No, tada su se Grci pobunili na čelu s kaluđerima. Čak je i carev veliki admiraj rekao da bi prije volio vidjeti Carigrad pod turskim turbanom nego pod papinskom tijarom. Papa je sam za obranu Carigrada poslao 10 galija njima su se pridružili brodovi napuljskog kralja, zatim mletački i genovljanski. No, to brodovlje je stiglo prekasno. 
Nakon što nije našao pomoći na zapadu počeo je Konstantin XI. prebirati vojsku iz Carigrada i bliže okolice. Tu mu u pomoć priteče mletačko naselje u Carigradu s vrsnim Girolamom Minottom, koji je uspio nagovoriti 5 mletačkih brodova koji su ondje slučajno bili da sa svojim posadama ostanu braniti Carigrad. Mlečanima su se pridružile i čete drugih kilonija, osobito katalonske i genovljanske u Peri (Galati). Dobio je car i pomoć od genovljanskog naselja na otoku Hios; uz hrabrog kapetana Maurizija Cattanea isticao se najviše hrabri Giovanni Guigliemo Longo iz obitelji Giustiniani. On je 26. siječnja 1453. doveo dva velika broda i 700 vojnika među njima i Nijemca Ivana Granta vrsna topnika i inženjera. Tako je Konstantin do proljeća 1453. skupio nekih 9000 ljudi, od tih oko 3000 Latina. S tom malom vojskom morao je braniti gradske zidine koje su opsezale 5 sati i više, dakako tako mu je za obranu zidova uz morsku obalu ostalo i 26 brodova ( od toga 10 carskih).

## Opsada grada
Već u veljači 1453. vukli su Turci prema carigradskom polju golemi top što ga je salio Orban. Težio je 300 centi, a bacao je kamene kugle teške 12 centi. 

## Gubici
Ukupni gubici branitelja smatraju se oko 4500 konjanika, 14.000 vojnika te 45.000 civila. Gubici osvajača bili su također veliki oko 15.000 konjanika, 20.000 pješaka, 3000 streličara te 250 upravljača bojnih sprava. Ostat će zabilježen strašan podatak i o krvavom masakru koje su izvele turske paravojne formacije (plaćenici, pljačkaške bande, dobrovoljci) koji su ubijali, sakatili, silovali, odvodili u roblje, pustošili i uništavali sve što im se nalazilo na putu. Taj masakr trajao je puna tri dana i tri noći, a prekinut je s ulaskom Mehmeda II. Osvajača u Carigrad.

## Vanjske poveznice
- Pad Carigrada 1453. i propast Bizantskog Carstva  Arhivirana inačica izvorne stranice od 28. ožujka 2021. (Wayback Machine)